# Oedemera nobilis
Œdémère noble
Espèce
L'œdémère noble (Oedemera nobilis) est une espèce d'insectes coléoptères de la famille des Oedemeridae, répandu en Europe.

## Description
L'Œdémère noble est un insecte allongé au corps mou et à l'éclat métallique.
Ce coléoptère au corps long de 8 à 10 mm a des élytres de couleur vert métallique, avec des reflets bleutés, dorés, voire cuivrés. Les œdémères nobles mâles possèdent des fémurs postérieurs particulièrement enflés. Les femelles ont les fémurs plus fins. Les élytres sont pointus et divergents à leur extrémité.

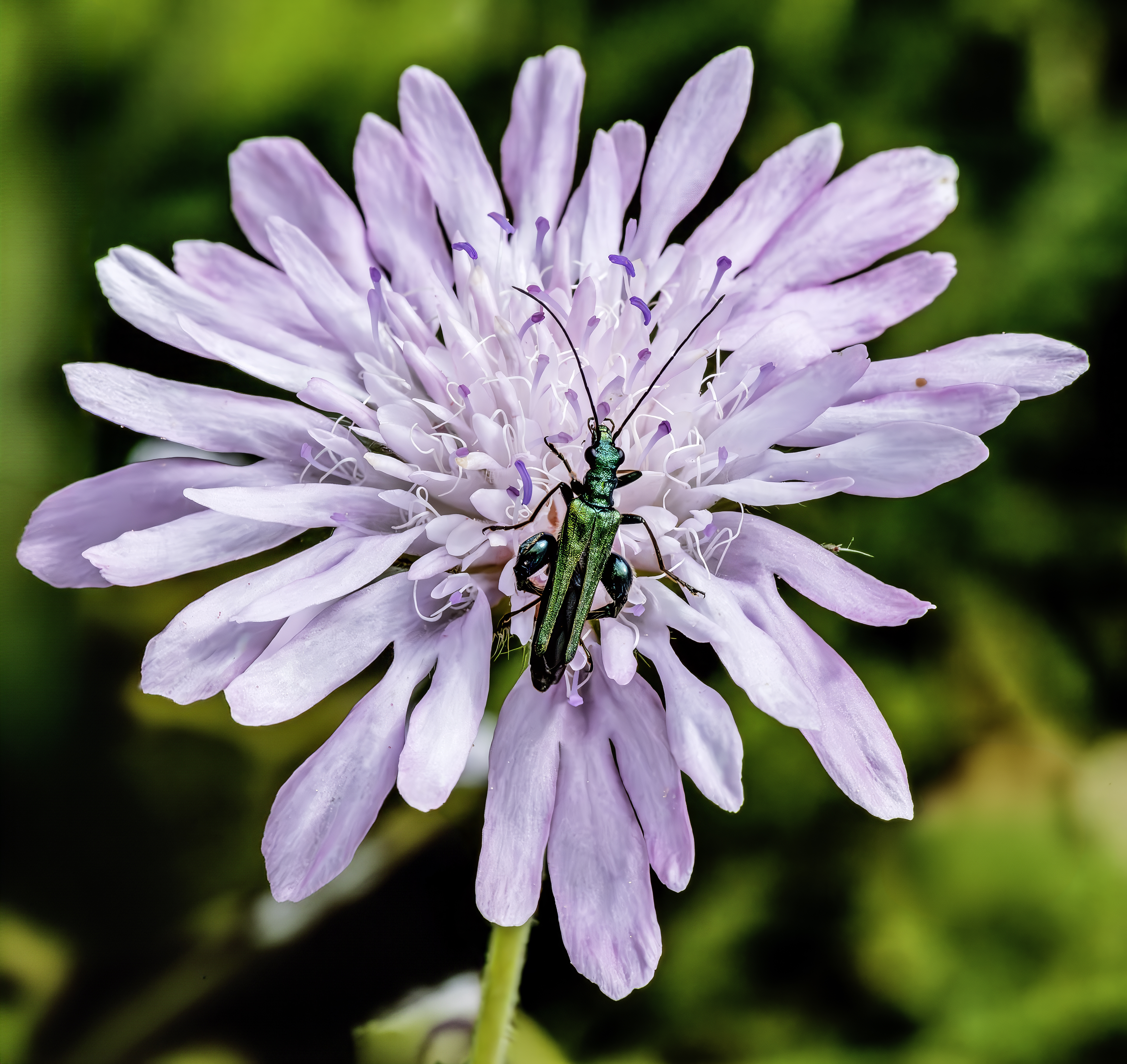
Un mâle, reconnaissable par ses cuisses hypertrophiées sur Knautia arvensis.
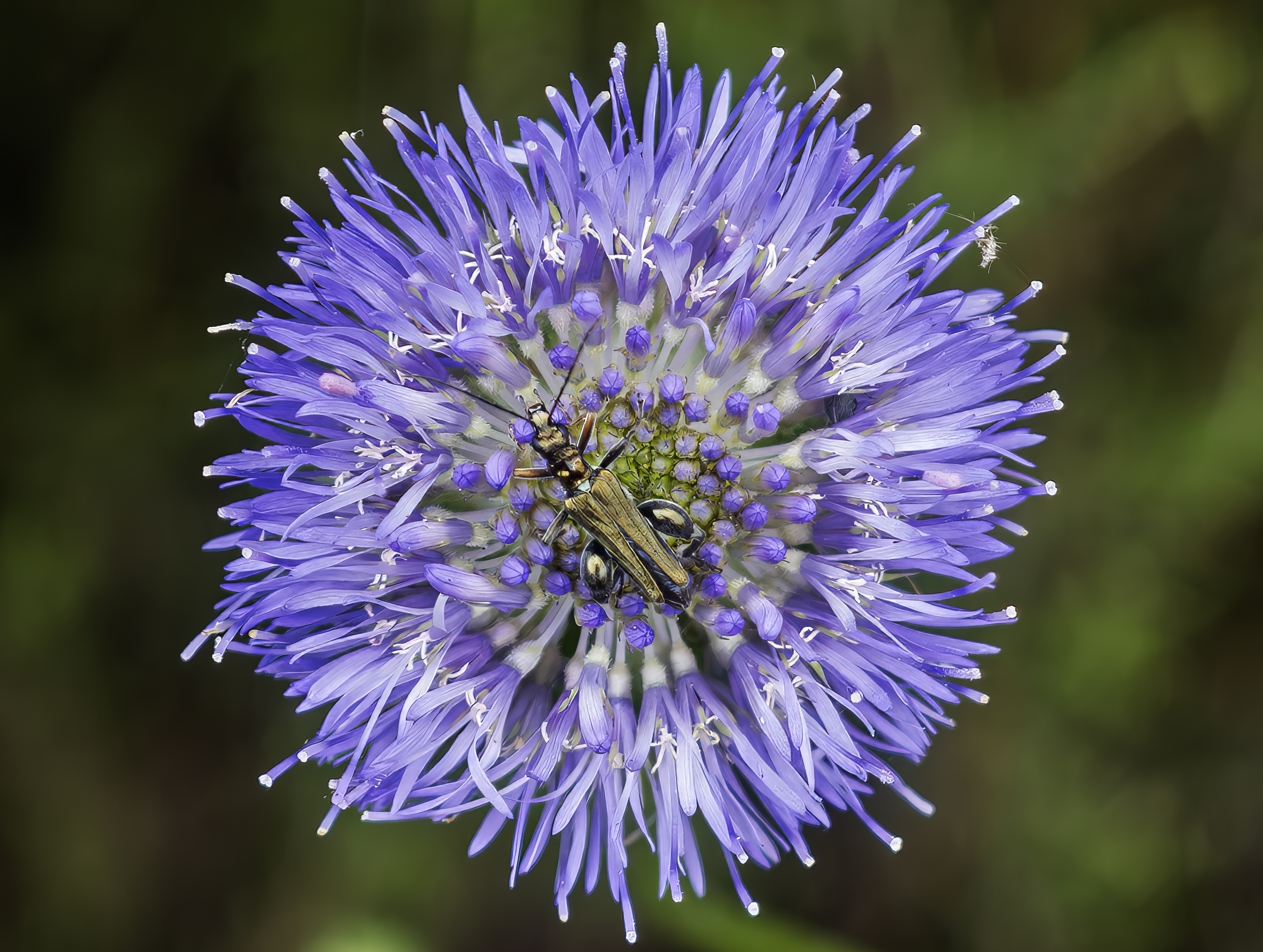
Un mâle, sur Jasione montana.
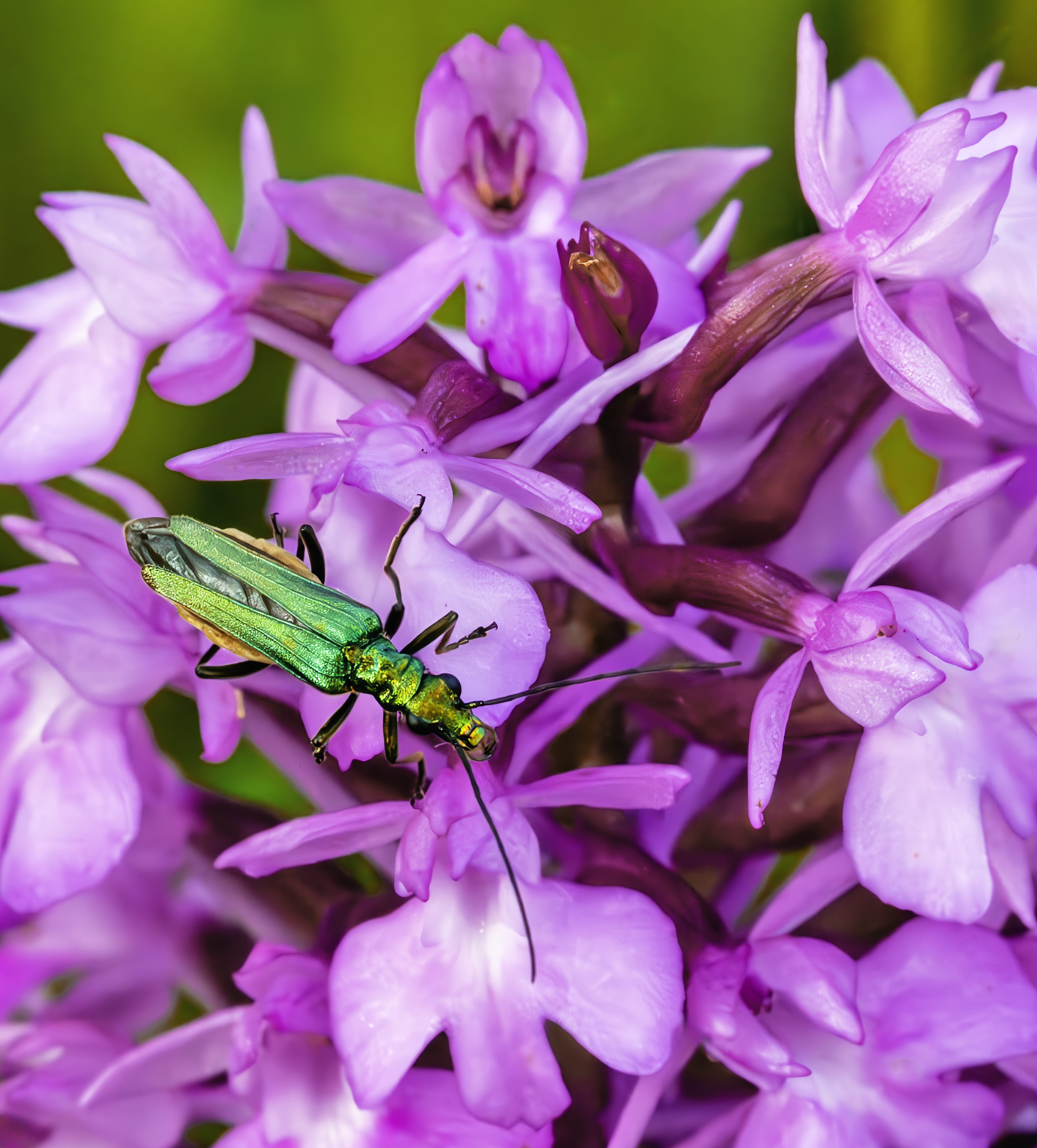
Œdémère noble ♀, buvant dans une fleur d'Anacamptis pyramidalis
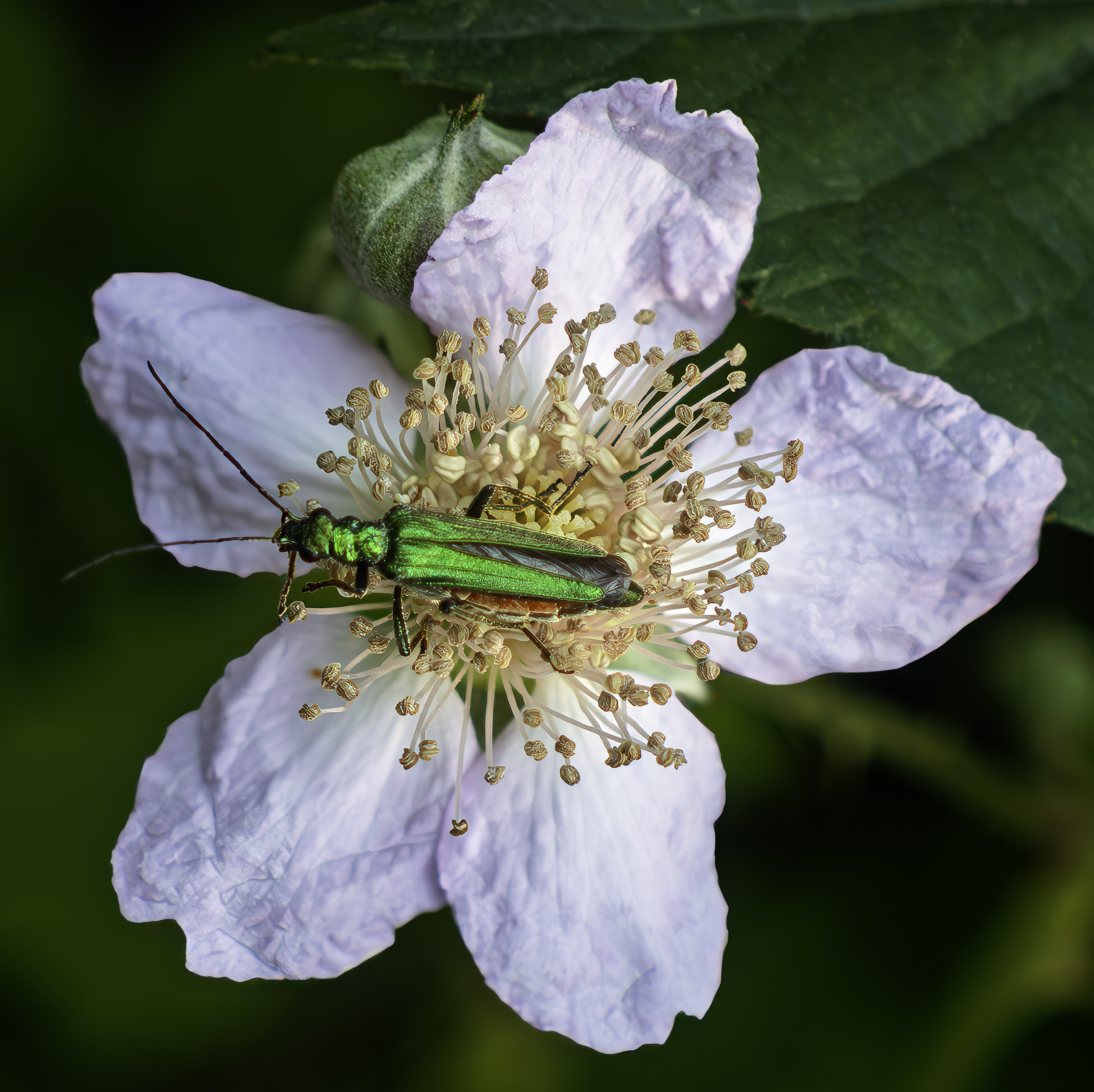
Œdémère noble ♀, sur Rubus ulmifolius
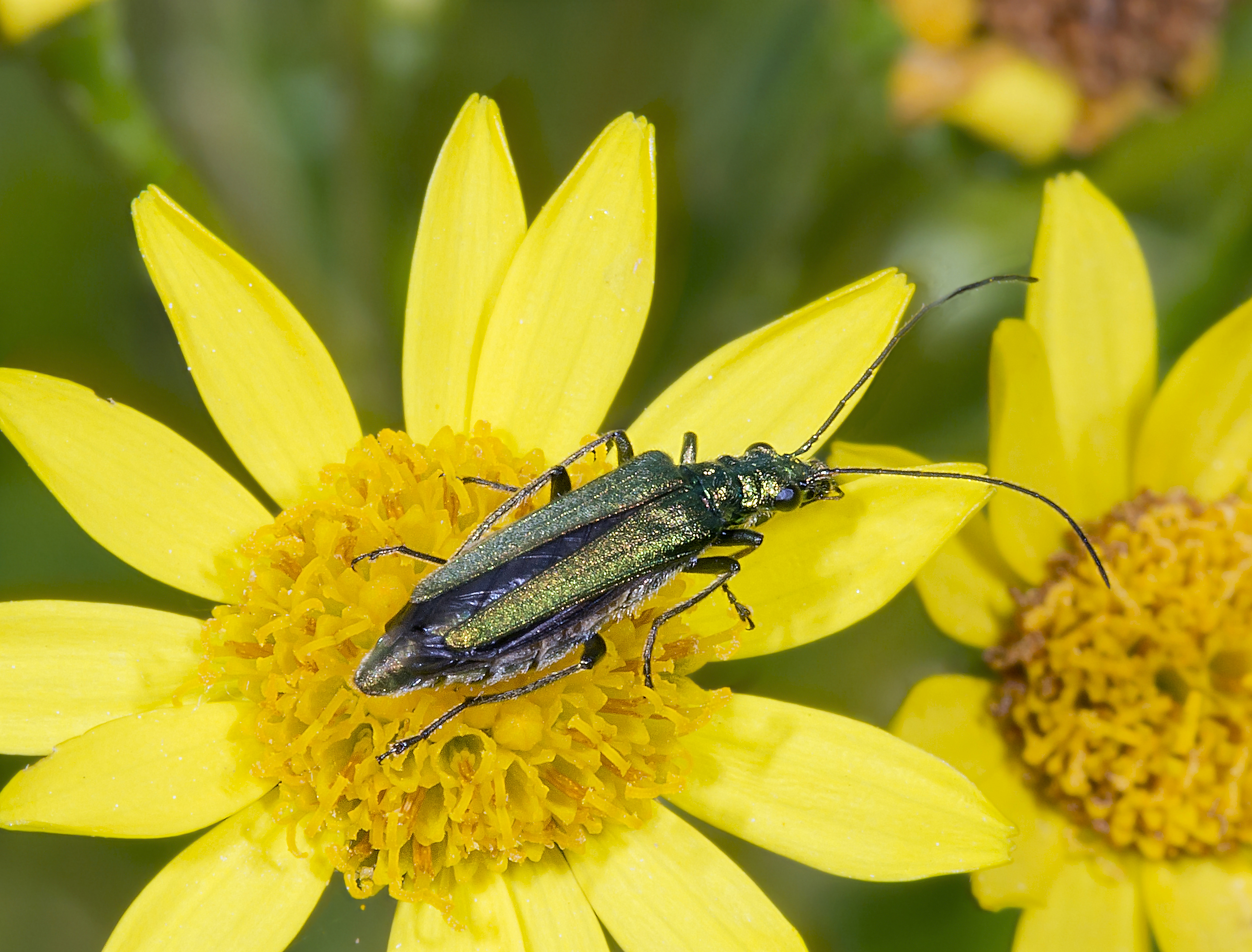
Un œdémère noble femelle sur Glebionis segetum
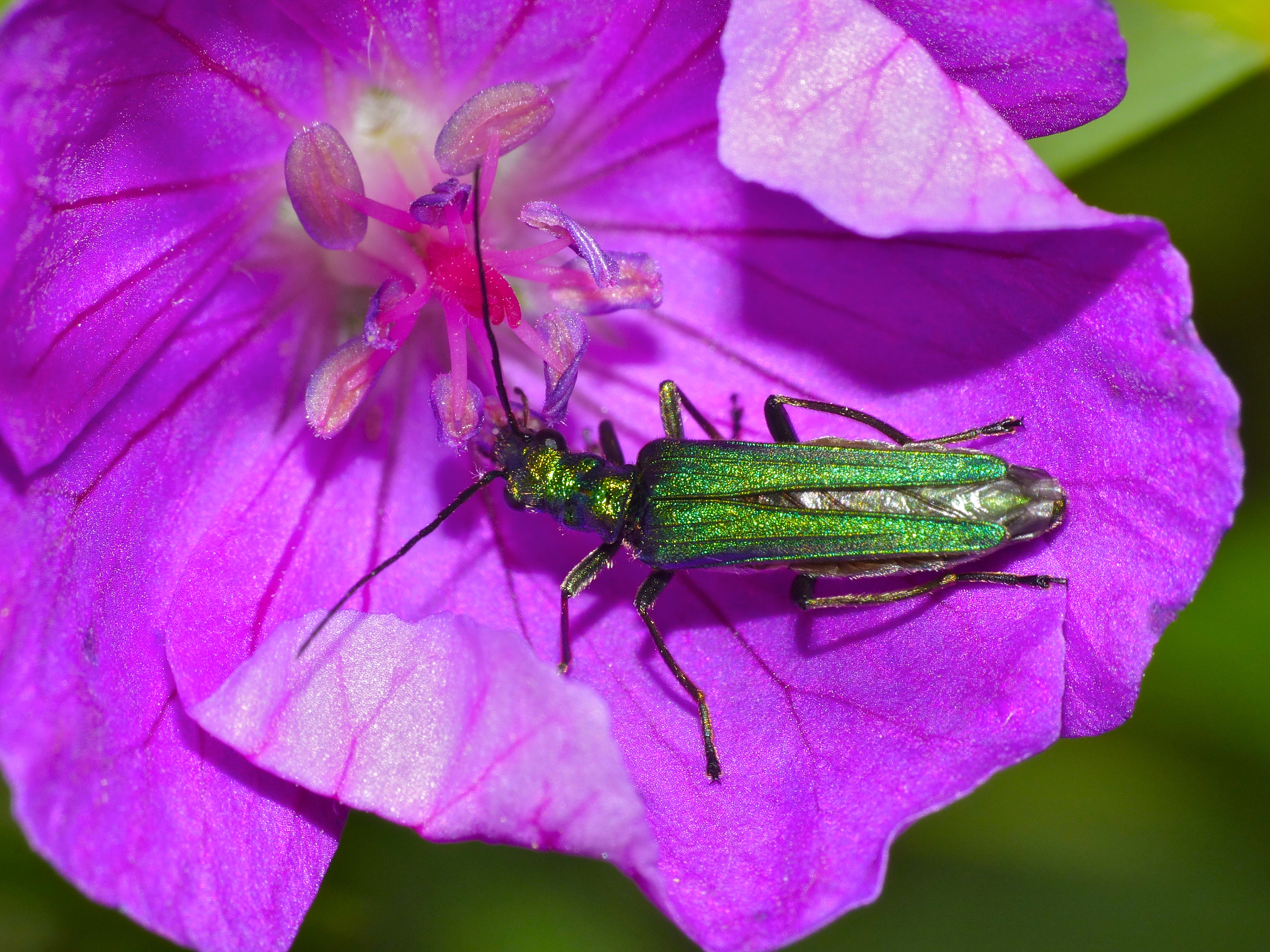
♀

## Biologie et écologie
Il est courant dans les prairies fleuries où les adultes sont visibles d'avril à août.
Les adultes se nourrissent de fleurs et de pollen mais les larves sont xylophages. Les adultes ont ainsi un rôle actif dans la pollinisation des fleurs.

## Distribution

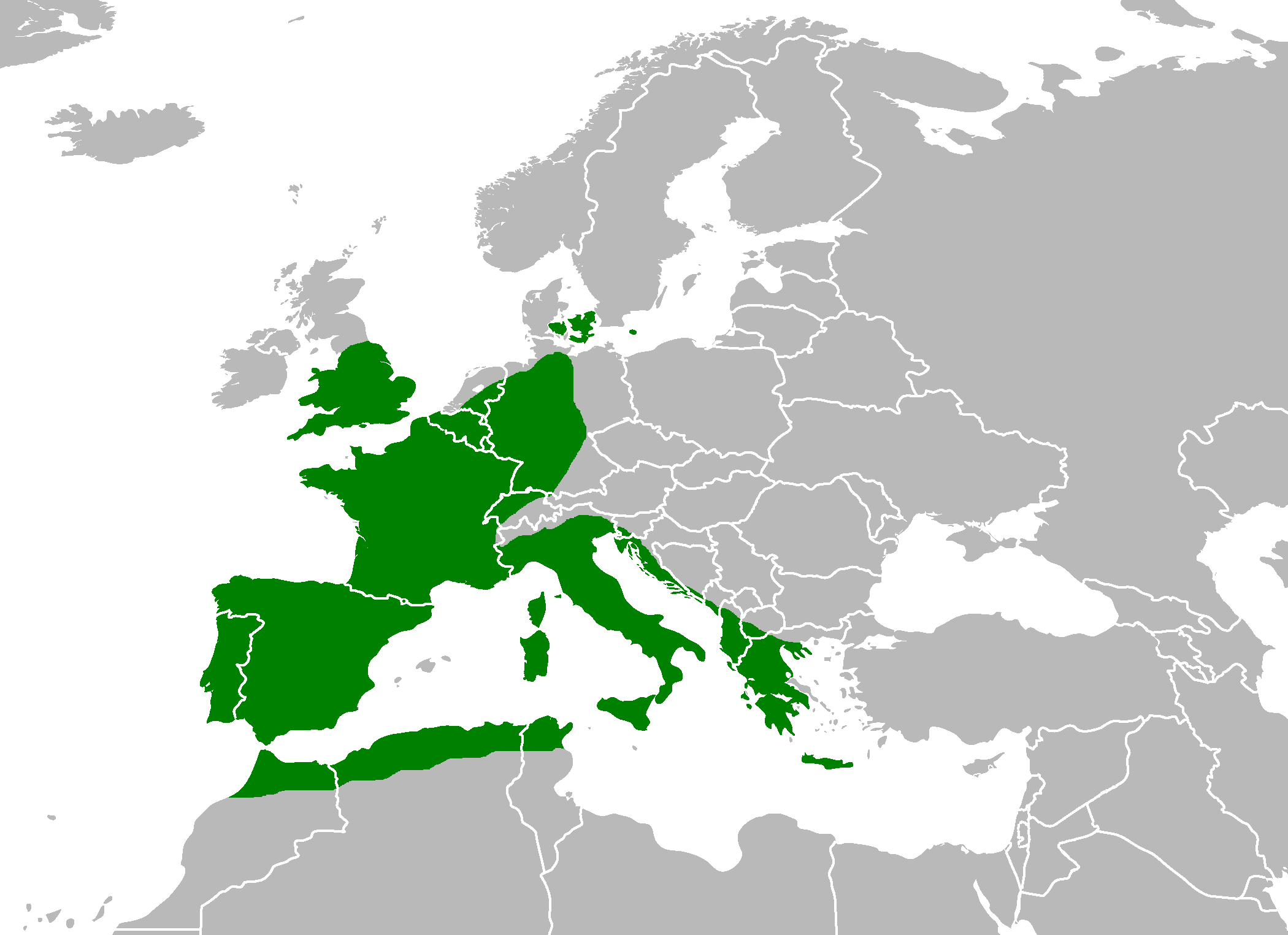
Distribution dOedemera nobilis

On le trouve en Europe occidentale et méridionale, de la péninsule Ibérique à la Grèce. Très commun dans les pays méditerranéens, il s'est répandu en Europe centrale jusqu'au sud de l'Angleterre et au centre de l'Allemagne. Au Danemark, il reste rare et sporadique. Il a été aussi enregistré au Maghreb. Il est absent des régions alpines et de l'Europe orientale.

## Systématique
L'espèce Oedemera nobilis a été décrite par l'entomologiste Giovanni Antonio Scopoli en 1763, sous le nom initial de Cantharis nobilis.

### Synonymie
- Cantharis nobilis Scopoli, 1763 Protonyme

### Taxinomie
Liste des sous-espèces
- Oedemera nobilis var. auriceps Rey
- Oedemera nobilis var. coerulea (Linnaeus, 1767)